# Oktavio von Boehn

Oktavio Philipp von Boehn

Oktavio Philipp von Boehn (* 29. Januar 1824 in Klein Silkow; † 30. Juli 1899 in Berlin) war ein preußischer General der Infanterie.

## Leben

### Herkunft
Oktavio war ein Sohn von Ferdinand von Boehn (1786–1863) und dessen Ehefrau Philippine, geborene von Eckard (1789–1871). Sein Vater war Herr auf Groß- und Klein-Silkow sowie Leutnant a. D. Der spätere preußische Generalleutnant Julius Heinrich von Boehn (1820–1893) war sein älterer Bruder.

### Militärkarriere
Boehn wurde im elterlichen Hause erzogen und trat am 19. Oktober 1840 als Musketier in das 9. Infanterie-Regiment (gen. Colbergsches) der Preußischen Armee in Stettin ein. Er avancierte bis Mitte August 1841 zum Sekondeleutnant und absolvierte zur weiteren Ausbildung von Mitte Oktober 1847 bis Mitte März 1848 die Allgemeine Kriegsschule. Ab Februar 1850 war er Adjutant des I. Bataillons, wurde Mitte Juni 1852 in das 25. Infanterie-Regiment versetzt und stieg Ende des Monats zum Premierleutnant auf. Unter Beförderung zum Hauptmann wurde Boehn am 31. Januar 1858 in das Kaiser Franz Grenadier-Regiment versetzt und Ende Juni 1859 zunächst zum Chef der 11. und Mitte Juni 1860 zum Chef der 1. Kompanie ernannt.
Als Major und Kommandeur des I. Bataillons nahm er 1866 am Krieg gegen Österreich teil und erhielt für sein Wirken den Orden Pour le Mérite. Nach dem Krieg erfolgte Ende Februar 1867 seine Versetzung in das 1. Garde-Regiment zu Fuß und kurz darauf seine Ernennung zum Kommandeur des I. Bataillons. Am 21. Februar 1868 wurde er dem Regiment aggregiert und zum Kommandeur des Lehr-Infanterie-Bataillons ernannt. In dieser Stellung avancierte Boehn Ende März 1868 zum Oberstleutnant. Für die Dauer der Mobilmachung anlässlich des Krieges gegen Frankreich erhielt er am 18. Juli 1870 das Kommando über das Kaiser Franz Garde-Grenadier-Regiment Nr. 2 und wurde in der Schlacht bei Gravelotte verwundet. Nach seiner Genesung wurde er Mitte Dezember 1870 mit der Führung des 1. Garde-Regiments zu Fuß beauftragt, am 18. Januar 1871 zum Oberst befördert sowie zwei Monate später zum Regimentskommandeur ernannt. Unter Stellung à la suite seines Regiments beauftragte man ihn am 12. Dezember 1874 zunächst mit der Führung der 2. Garde-Infanterie-Brigade und Boehn wurde am 18. Januar 1875 Generalmajor und Kommandeur dieses Großverbandes. Unter Ablehnung seines Abschiedsgesuches wurde er am 11. März 1876 zu den Offizieren von der Armee versetzt und am 13. März 1877 zum Kommandeur der 58. Infanterie-Brigade in Mülhausen ernannt. Mitte Dezember 1880 erhielt er die Führung der 21. Division, wurde am 30. März 1881 als Generalleutnant Kommandeur dieser Division und am 23. November 1886 zum Kommandierenden General des VI. Armee-Korps ernannt. Am 23. April 1888 wurde Boehn zum General der Infanterie befördert. Am 12. Januar 1889 wurde er mit Pension zur Disposition und gleichzeitig à la suite des Kaiser Franz Garde-Grenadier-Regiment Nr. 2 gestellt.

### Familie
Er hatte sich am 2. Juni 1852 in Baruth mit Gabriele Gräfin zur Lippe-Biesterfeld-Weißenfeld (1827–1863) verheiratet. Nach ihrem Tod heiratete Boehn am 30. März 1868 in Darmstadt Marie Freiin Löw von und zu Steinfurth (1839–1914). Aus den Ehen gingen folgende Kinder hervor:
- Gertrud (1854–1879)
- Margarete (* 1861) ⚭ 1881 Arthur von Müller, preußischer Oberstleutnant
- Oktavie (1869–1945) ⚭ 1898 Hermann von der Lancken (1855–1931), preußischer Generalleutnant
- Dorothea (* 1876)